# Астерий Софист
Асте́рий Софи́ст (греч. Αστέριος; умер в 341) — арианский христианский богослов из Каппадокии. Прозвище «софист» Астерий получил за то, что до обращения своего к христианству был видным ритором.
Очень незначительная часть из работ Астерия Софиста была восстановлена в полном объёме (последнее издание Markus Vinzent). Считается, что он был учеником Лукиана Антиохийского, но неясно, в какой степени это было так. Фрагменты его «Συνταγμάτιον» сохранились в трудах Афанасия Александрийского (Великого) и Макрелла Анкирского.
Его работы включают в себя подробные комментарии к псалмам, письмо Евсевия, «Συνταγμάτιον» — «Синтагматион» («Сводка»), и несколько разрозненных фрагментов. Некоторые из рукописей Астерия Софиста ранее приписывались Астерию Амасийскому, но со временем эта историческая ошибка была исправлена.
Религиоведы Ю. В. Максимов, А. Г. Алексанян отмечают, что «…богословские взгляды Астерий Софист претерпели существенное изменение от радикального арианства („Синтагматион“) до умеренного субординационизма в другом его сочинениях, где Астерий Софист называет Сына образом, не отличающимся от Отца ни в Божестве, ни в сущности, ни в силе». За эту перемену убеждений он подвергся жёсткой критике со стороны церковного историка V века Филосторгия, который был ревностным защитником арианского течения в христианстве. А в начале IV века сочинение Астерия «Συνταγμάτιον»  подверг жесткой обструкции за субординационизм Маркелл Анкирский.